# Migliore difensore AIC

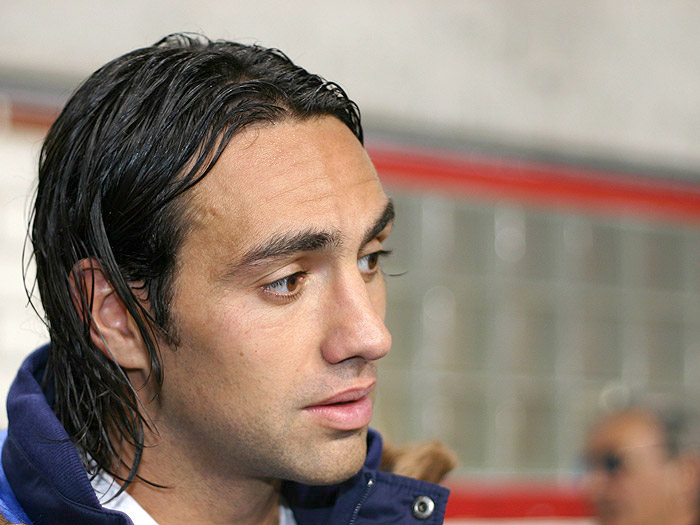
L'italiano Alessandro Nesta, per 4 volte migliore difensore AIC.

Il titolo di Migliore difensore AIC era un premio sportivo, assegnato nella serata degli Oscar del calcio AIC dall'Associazione Italiana Calciatori. Veniva scelto un calciatore che militasse nel campionato di calcio italiano di serie A e si fosse distinto per le sue positive prestazioni nella stagione calcistica precedente nel ruolo di difensore.
Il premio è stato assegnato per la prima volta nel 2000. Dal 2011 non viene più assegnato un riconoscimento specifico al miglior difensore ma viene stilata una formazione ideale nella quale figurano quattro difensori.

## Albo d'oro
| Anno          | Piazzamento | Giocatore          | Squadra  |
| ------------- | ----------- | ------------------ | -------- |
| 2000 Dettagli | Vincitore   | Alessandro Nesta   | Lazio    |
| 2000 Dettagli | Nomination  | Fabio Cannavaro    | Parma    |
| 2000 Dettagli | Nomination  | Lilian Thuram      | Parma    |
| 2001 Dettagli | Vincitore   | Alessandro Nesta   | Lazio    |
| 2001 Dettagli | Nomination  | Fabio Cannavaro    | Parma    |
| 2001 Dettagli | Nomination  | Lilian Thuram      | Parma    |
| 2002 Dettagli | Vincitore   | Alessandro Nesta   | Lazio    |
| 2002 Dettagli | Nomination  | Fabio Cannavaro    | Parma    |
| 2002 Dettagli | Nomination  | Walter Samuel      | Roma     |
| 2003 Dettagli | Vincitore   | Alessandro Nesta   | Milan    |
| 2003 Dettagli | Nomination  | Paolo Maldini      | Milan    |
| 2003 Dettagli | Nomination  | Jaap Stam          | Lazio    |
| 2004 Dettagli | Vincitore   | Paolo Maldini      | Milan    |
| 2004 Dettagli | Nomination  | Alessandro Nesta   | Milan    |
| 2004 Dettagli | Nomination  | Jaap Stam          | Lazio    |
| 2005 Dettagli | Vincitore   | Fabio Cannavaro    | Juventus |
| 2005 Dettagli | Nomination  | Paolo Maldini      | Milan    |
| 2005 Dettagli | Nomination  | Alessandro Nesta   | Milan    |
| 2006 Dettagli | Vincitore   | Fabio Cannavaro    | Juventus |
| 2006 Dettagli | Nomination  | Alessandro Nesta   | Milan    |
| 2006 Dettagli | Nomination  | Gianluca Zambrotta | Juventus |
| 2007 Dettagli | Vincitore   | Marco Materazzi    | Inter    |
| 2007 Dettagli | Nomination  | Philippe Mexès     | Roma     |
| 2007 Dettagli | Nomination  | Alessandro Nesta   | Milan    |
| 2008 Dettagli | Vincitore   | Giorgio Chiellini  | Juventus |
| 2008 Dettagli | Nomination  | Philippe Mexès     | Roma     |
| 2008 Dettagli | Nomination  | Alessandro Nesta   | Milan    |
| 2009 Dettagli | Vincitore   | Giorgio Chiellini  | Juventus |
| 2009 Dettagli | Nomination  | Maicon             | Inter    |
| 2009 Dettagli | Nomination  | Paolo Maldini      | Milan    |
| 2010 Dettagli | Vincitore   | Walter Samuel      | Inter    |
| 2010 Dettagli | Vincitore   | Giorgio Chiellini  | Juventus |
| 2010 Dettagli | Nomination  | Thiago Silva       | Milan    |

## Vincitori
- 4 Oscar
  - Alessandro Nesta

- 3 Oscar
  - Giorgio Chiellini

- 2 Oscar
  - Fabio Cannavaro

- 1 Oscar
  - Paolo Maldini, Marco Materazzi, Walter Samuel

## Calciatori con più nomination
- 9 nomination
  - Alessandro Nesta (4)

- 5 nomination
  - Fabio Cannavaro (2)

- 4 nomination
  - Paolo Maldini (1)

- 3 nomination
  - Giorgio Chiellini (3)

- 2 nomination
  - Lilian Thuram (0), Jaap Stam (0), Philippe Mexès (0)

*tra parentesi gli Oscar vinti

## Classifica per club
| Club           | Calciatori | Totale |
| -------------- | ---------- | ------ |
| Juventus       | 2          | 5      |
| Lazio          | 1          | 3      |
| Milan          | 2          | 2      |
| Internazionale | 2          | 2      |